# Sebastian Gatzka
Sebastian Gatzka (* 19. Mai 1982 in Rotenburg an der Fulda, Hessen) ist ein ehemaliger deutscher Leichtathlet und mehrfacher Deutscher Meister (2003, 2004, 2005, 2006, 2007).

## Werdegang
Sebastian Gatzka startete seit 2003 für die LG Eintracht Frankfurt und sein Trainer war bis 2007 der 400-Meter-Hürden-Olympiasieger von 1980 Volker Beck.
Bei den Deutschen Meisterschaften 2003 wurde er Dritter über 400 Meter (45,91 s) und er holte sich den Meistertitel bei den Hallenmeisterschaften 2003 in der 4-mal-400-Meter-Staffel.
Bei den Deutschen Hallenmeisterschaften 2005 wurde er Deutscher Meister über 400 Meter. Sebastian Gatzka gewann bei den Halleneuropameisterschaften 2005 in Madrid Bronze über 400 Meter.
Er war als Staffelersatzmann Teilnehmer bei den Olympischen Spielen 2004 in Athen.
Bei den Deutschen Meisterschaften 2007 gewann er (wie schon 2003, 2004 und 2006) für die LG Eintracht Frankfurt mit der 4-mal-400-Meter-Staffel und er wurde Sechster über 400 Meter (47,59 s). Sein letzter Trainer war Daniel Limburger, der auch Kamghe Gaba betreute, den deutschen 400-Meter-Meister von 2006.
Ende November 2008 zog sich Gatzka vorläufig vom Leistungssport zurück.
Er begründete dies mit mangelnder Freude am aufwendigen Training, der „relativ große[n] Kluft zu [...] Ergebnissen aus den vergangenen Jahren“ und der Konzentration auf sein Maschinenbau-Studium.
Sebastian Gatzka heiratete im August 2014 die ehemalige Triathletin Meike Krebs und die beiden leben heute mit ihren beiden Söhnen in Immenstaad am Bodensee.